# Claude (televíziós sorozat)
A Claude (eredeti cím: Fun with Claude) angol televíziós animációs sorozat. Gyártói a Do To Dot productions és a Red & Blue productions, a forgalmazók a Dinamo és a ZDF. Magyarországon 2015-től az M2 tűzte műsorra.

## Cselekmény
Claude egy jegesmedvecsalád legfiatalabb tagja, aki Hótakarófalváról Mackóvárosba költözött. Itt ismerkedett meg egy életvidám mackótestvérpárral, Borisszal és Dorisszal. Claude mindennap újabb kérdésre keresi a választ szülei és barátai segítségével. Döntenie kell, milyen színűre fesse a szobája falát, valahogyan le kell szednie a labdáját a szomszéd garázsának tetejéről és sok más.

## Szereplők
- Claude – A sorozat főszereplője. Mindent tudni akar a világról, s az információkhoz sokszor kisebb kalamajkákkal jut hozzá. Legjobb barátai Borisz és Dorisz, a szomszédban élő jóságos barnamackók.
- Borisz – A testvérpár fiú tagja. Igyekszik a legjobb lenni, ám emiatt sokszor okoz kisebb galibákat. Általában többször szórakozik Claude-dal, mint testvére, Dorisz.
- Dorisz – A testvérpár lány tagja. Kicsit finnyás, de nem szokott összeveszni Claude-dal. Testvére, Borisz viszont többször játszik a szomszédban élő jegesmedvével.
- Jegesmedve apuka – Claude édesapja. Egy fagylaltárus, aki eleinte halfagylaltot árult, de mivel a vevők emiatt nem szíveleték, hagyományost kezdett árulni. Sokat segít fiának és a szomszéd barnamackóknak.
- Jegesmedve anyuka – Claude édesanyja. Nem ismert a foglalkozása, de látszólag sokat dolgozik. Imád tévét nézni. Szintén segít Claude-nak, Borisznak és Dorisznak.
- Mackó anyuka és Mackó apuka – Borisz és Dorisz szüleik. Csak elvétve lehet látni őket. Szimpatizálnak a jegesmedvecsaláddal.
- Mackó nagymama – Borisz és Dorisz nagyanyja. Jóságos mindenkivel.

## Epizódok
1. Színek
2. Brekeke
3. De büdi!
4. Újra hasznos
5. Bújócska
6. A posta
7. A művész
8. A homok
9. Sportnap
10. Virágok
11. Szuperhősök
12. Az étel
13. Madarak
14. Esik
15. Rohanás
16. Maszat
17. Formák
18. Meglepetés
19. Fényképek
20. A süni
21. A felfedezők
22. Rejtélyek
23. A szél
24. Levelek
25. Házak
26. A hang
27. Játékok
28. Diszkó a parkban
29. Parti
30. Szivárvány
31. Dobozok
32. Mi nyikorog?
33. Varázslat
34. Csillog-villog
35. A vásár
36. Gondok
37. Autók
38. Fejfedők
39. Táblák
40. Elromlott!
41. Felnőttek
42. A segítőkészség
43. A munka
44. Éjjel
45. Kapd el!
46. Vendégek
47. Orvosok
48. A cirkusz
49. Hangok
50. Űrhajós mackók
51. Fürdés
52. Kalózok